# Superman : L'Homme de demain
Série Tomorrowverse
Justice Society: World War II
(2021)
Pour plus de détails, voir Fiche technique et Distribution.
Superman : L'Homme de demain (Superman: Man of Tomorrow) est un film d'animation américain réalisé par Chris Palmer, sorti directement en vidéo en 2020, 40e film de la collection DC Universe Animated Original Movies. Celui-ci montre les débuts de l'homme d'acier à Metropolis et commence une nouvelle continuité scénaristique nommée Tomorrowverse.

## Synopsis
À Metropolis, le jeune Clark Kent est stagiaire au Daily Planet. Il est doté de pouvoirs extraordinaires dont il fait usage pour protéger les habitants de la ville. Il ignore cependant tout de ses origines et de sa planète natale, Krypton. Elles lui seront révélées par un chasseur de primes extraterrestre, Lobo. Superman va devoir l'affronter, tout comme Parasite.

## Fiche technique
- Titre original : Superman: Man of Tomorrow
- Titre français : Superman : L'Homme de demain
- Réalisation : Chris Palmer
- Scénario : Tim Sheridan, d'après les personnages de DC Comics
- Musique : Kevin Riepl
- Direction artistique du doublage original : Wes Gleason
- Montage : Bruce King
- Animation : The Answer Studio, Studio Grida
- Production : James Krieg et Kimberly S. Moreau

Production déléguée : Sam Register
- Sociétés de production : Warner Bros. Animation et DC Entertainment
- Société de distribution : Warner Bros. Home Entertainment
- Budget : n/a
- Pays de production :  États-Unis
- Langue originale : anglais
- Format : couleur — 1,78:1
- Genre : animation, super-héros
- Durée : 86 minutes
- Dates de sortie[2] :
  - États-Unis : 23 août 2020 (en vidéo à la demande)
  - États-Unis : 8 septembre 2020 (en DVD / Blu-ray)
  - France : 23 septembre 2020 (en DVD / Blu-ray)
- Classification[3] :
  - États-Unis : PG-13
  - France : accord parental

 Sauf indication contraire, les informations mentionnées dans cette section peuvent être confirmées par la base de données cinématographiques IMDb,  présente dans la section « Liens externes ».

## Distribution
- Darren Criss (VF : Adrien Antoine) : Kal-El / Clark Kent / Superman
- Alexandra Daddario (VF : Véronique Augereau) : Lois Lane
- Zachary Quinto (VF : Paul Borne) : Lex Luthor
- Ike Amadi (en) (VF : Boris Rehlinger) : J'onn J'onzz / Martian Manhunter
- Ryan Hurst (VF : Michel Vigné) : Lobo
- Brett Dalton (VF : Ludovic Baugin) : Rudy Jones / Parasite
- Neil Flynn (VF : Laurent Morteau) : Jonathan Kent
- Bellamy Young (VF : Chantal Baroin) : Martha Kent
- Cristina Milizia : Maya / Petey / Kaylie
- Eugene Byrd (VF : Nicolas Dussaut) : Ron Troupe (en)
- April Stewart : Mme Ross
- Piotr Michael (VF : Thierry Mercier) : Perry White
Version française
  - Société de doublage : Deluxe
  - Direction artistique : Stanislas Forlani
  - Adaptation : Yannick Ladroyes

 Source : voix originales et françaises sur Latourdesheros.com.

## Production
Le film est annoncé en juillet 2019, au San Diego Comic-Con. En mai 2020, la distribution vocale est annoncée.

## Sortie et diffusion
Le film est diffusé tout d'abord en vidéo à la demande aux États-Unis le 23 août 2020 puis en Blu-ray et DVD et Blu-ray Ultra HD en septembre 2020. En France, il sort directement en vidéo en septembre 2020.